# Estación de Fines-Olula
Fines-Olula fue una estación de ferrocarril situada en el municipio español de Fines, en la provincia de Almería. Originalmente formó parte de la línea Lorca-Baza, estando situada en el punto kilométrico 77,8 de la misma.

## Historia

### Inauguración
La estación de Fines-Olula se inauguró a principios de 1894.

### La industria del mármol de Macael y la estación de Fines-Olula
A esta estación llegaba el mármol de Macael para su carga en los trenes que lo llevaban por toda España y el mundo. Los productos estrella que se cargaban en la estación eran las lápidas y los fregaderos de mármol.

### Principios delsigloXX
En 1932 se construyó la carretera C-323, mejorando la comunicación de la estación.

### Estaciones asociadas: Fines-Olula y Serón
Esta estación estaba ligeramente asociada a la  estación de Serón tal y como indican los documentos de RENFE de la época.

### Cierre
Desgraciadamente, la estación fue cerrada el 1 de enero de 1985 por ser "altamente deficitaria".

### Estado actual
Actualmente la estación está vandalizada y destrozada.

## Instalaciones ferroviarias
La estación contaba con edificio de viajeros, servicios, almacén con su muelle de carga, grúa, báscula, tope de fin de vía, depósito de agua y un aprovisionador de agua.

### Edificio de viajeros
Es de planta rectangular, de una planta (planta baja) y 150 m² de superficie. Este edificio tenía una marquesina, la cual fue destruida por los chatarreros hace varios años. Tenía, entre otras instalaciones, un gabinete telefónico y una oficina. Al parecer, hay estancias en el interior de este edificio que indican que el jefe de estación podía alojarse en él cualquier día si lo necesitara.
Actualmente está vandalizado, el interior está destrozado y no tiene marquesina. Las puertas y ventanas están rotas. Hay agujeros en la pared que indican que arrancaron objetos tales como la placa que indicaba su altitud respecto al nivel del mar, el reloj, los carteles, etc. El techo de pladur, última obra en la estación de Fines-Olula antes del cierre, fue destruido por los gamberros. El váter del edificio de viajeros está destrozado y hay un colchón putrefacto en su interior

### Servicios
El tejado aguanta a duras penas, el pladur del techo se cae, los azulejos están arrancados y destrozados y no queda nada de los váteres y lavabos.
De las puertas y ventanas no queda nada.

### Depósito de agua
No tiene puerta. La tubería está parcialmente desmantelada por los chatarreros. La parte superior se conserva aceptable, pintada y oxidada parcialmente. Este depósito se utilizaba para almacenar el agua con la que repostaban las locomotoras de vapor. El color azul grisáceo con el que fue pintado y tal como vemos hoy día data de finales del año 1984, él último año que Fines-Olula vio pasar trenes.

### Aprovisionador de agua
Está oxidado. Se puso al lado del tope de fin de vía cuando hicieron el Trasvase Negratín-Almanzora.

### Tope de fin de vía
Está oxidado, pero aparenta buen estado de conservación, incluso, enterrado, asoma un trozo del carril del tren.

### Grúa
Está oxidada, pero asombrosamente hoy día funciona tal y como descubrió el equipo de Armuña Geographic.

### Almacén y muelle de carga
Presenta un estado de conservación aceptable, incluso está cerrado todavía. El muelle está lleno de matorrales. Entre los matorrales hay un pozo con unas escaleras oxidadas de poca profundidad.

### Báscula
Está hecha pedazos por los gamberros y cubierta de matorrales.

## Situación
La estación estaba situada justo al lado de la carretera C-323 (actualmente A-334). Poco antes de entrar en la estación, había un paso a nivel de la C-323 (hoy desaparecido casi por completo). El terreno de la estación está repartido entre los términos municipales de Olula del Río y Fines, pero los edificios ferroviarios estaban en Fines.
Una barrera de color amarillo y negro separaba los terrenos de la estación de la carretera. Ésta en la actualidad está destrozada en el suelo y todavía conserva los colores a pesar de estar algo oxidada por el abandono y destrucción.